# آلباتروس بینی‌زرد اطلس
آلباتروس بینی‌زرد اطلس (نام علمی: Thalassarche chlororhynchos) نام یک گونه از تیره آلباتروس است.